# Typhlodromalus aripo
Typhlodromalus aripo är en spindeldjursart som beskrevs av De Leon 1967. Typhlodromalus aripo ingår i släktet Typhlodromalus och familjen Phytoseiidae. Inga underarter finns listade i Catalogue of Life.